# (29149) 1988 RE1
(29149) 1988 RE1 est un astéroïde de la ceinture principale d'astéroïdes découvert en 1988.

## Description
(29149) 1988 RE1 a été découvert le 9 septembre 1988 à l'observatoire Brorfelde, près de Holbæk au Danemark, par Poul Jensen.

### Caractéristiques orbitales
L'orbite de cet astéroïde est caractérisée par un demi-grand axe de 2,59 ua, un périhélie de 2,32 ua, une excentricité de 0,11 et une inclinaison de 14,64° par rapport à l'écliptique. Du fait de ces caractéristiques, à savoir un demi-grand axe compris entre 2 et 3,2 ua et un périhélie supérieur à 1,666 ua, il est classé, selon la JPL Small-Body Database, comme objet de la ceinture principale d'astéroïdes.

### Caractéristiques physiques
(29149) 1988 RE1 a une magnitude absolue (H) de 13,5 et un albédo estimé à 0,321.